# Hideki Matsuda
Hideki Matsuda (松田 英樹 Matsuda Hideki?), född 2 september 1981 i Gifu prefektur, är en japansk före detta fotbollsspelare.
Matsuda började sin karriär 2000 i Montedio Yamagata. Efter Montedio Yamagata spelade han för Shizuoka FC, TDK, Okinawa Kariyushi FC och FC Ryukyu. Han avslutade karriären 2012.